# شون هايز (مغن مؤلف)
شون هايز (بالإنجليزية: Sean Hayes)‏ هو مغن مؤلف أمريكي، ولد في 27 أغسطس 1969.

## وصلات خارجية
- الموقع الرسمي
- شون هايز على موقع ميوزك برينز (الإنجليزية)
- شون هايز على موقع أول ميوزيك (الإنجليزية)
- شون هايز على موقع ديسكوغز (الإنجليزية)
- شون هايز على موقع ديسكوغز (الإنجليزية)